# Herbertaceae
Herbertaceae é uma família de plantas pertencentes a da ordem Jungermanniales. É um grupo de plantas da divisão Marchantiophyta, membro das Hepáticas. Estas, que juntamente com Musgos e Antóceros compõem as chamadas Briófitas, ou plantas terrestres avasculares. Esta é considerada um grupo parafilético, devido a não possuir caracteres derivados, sendo caracterizada por não apresentar algum tipo de tecido vascular verdadeiro e por ainda ter o gametófito como fase dominante independente do ciclo de vida.

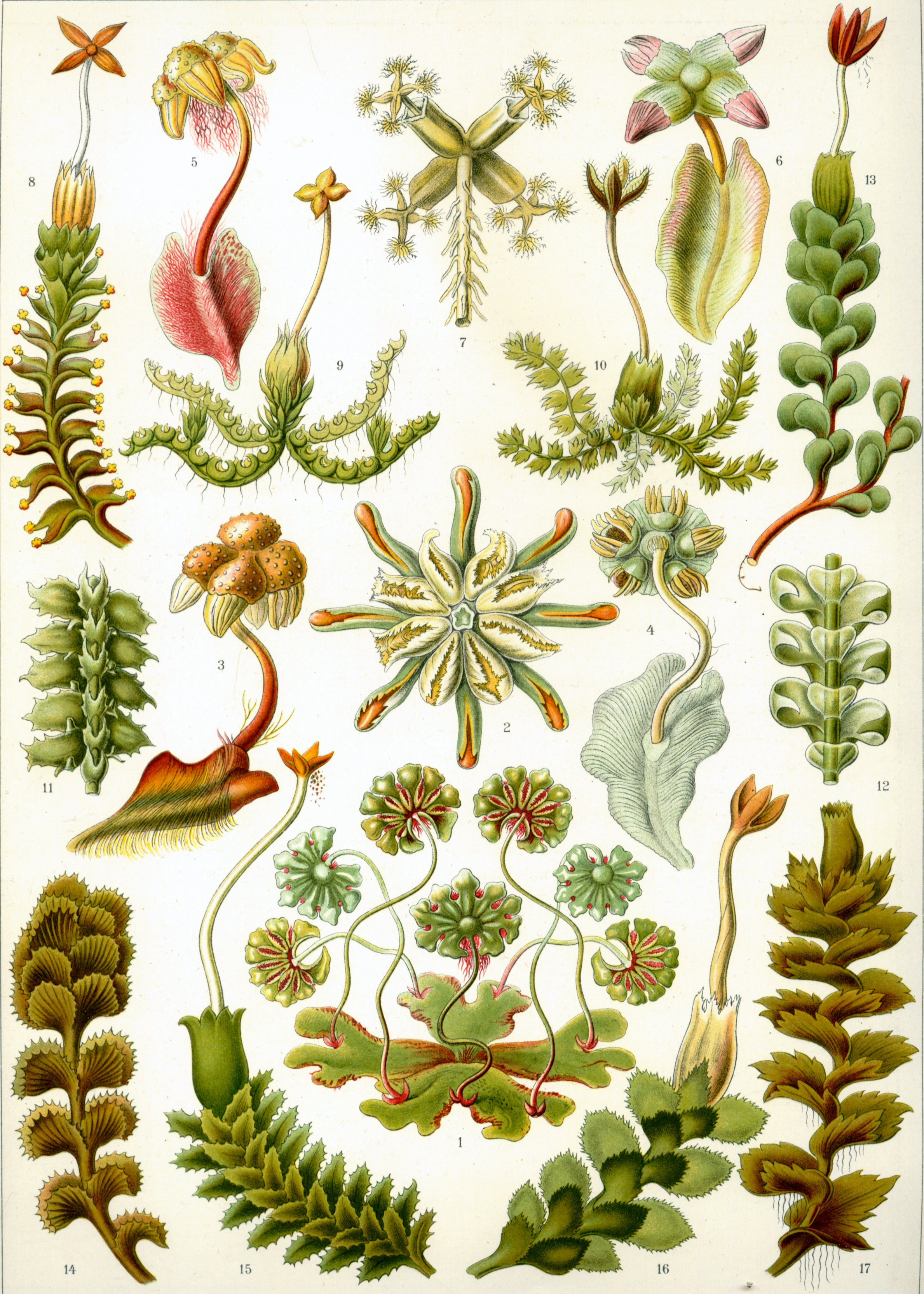
Representação de alguns membros de Hepáticas Ernst Haeckel

## Morfologia
Esse grupo, das Herbertaceae, apresenta um talo, com aspecto morfológico, do tipo folhoso, diferente de outro morfotipo, o taloso, que pode ocorrer em outras hepáticas. Dentre algumas de suas características morfológicas, podem apresentar eixos rizomatosos primários, brotos folhosos com folhas transversais, gametófitos podem ser constituídos de eixo com duas fileiras de folhas finas, anterídio e arquegônio desenvolvidos no gametófito, possui crescimento do tipo de tufo, possui cápsulas esferoidais e tem o esporófito cercado por perianto e caliptra.
Existem algumas características fundamentais que diferem os dois gêneros dessa família. As plantas do gênero Herbertus geralmente podem apresentar diversas características, como folhas do tipo bilobadas; hastes uniformes, apresentando um córtex conspícuo de células com parede espessa e pigmentada; sem vertente central, com ramificação intercalar ventral; células com parede geralmente espessa e de certa maneira porosa, e com o espessamento secundário amplos em trígonos.
De maneira geral, alguns membros das plantas do segundo gênero, o Triandrophyllum, apresentam como principais características morfológicas as inflorescências masculinas, onde terão, nas axilas das bractéolas e brácteas, anterídios sendo desenvolvidos; possuem ramos que são quase totalmente intercalares e ventrais; e apresentam folhas na formas de íncubos bífidos a trífidos. Além disso, outras características também amplamente vistas são as folhas do tipo lobadas; podem apresentar trígonos pequenos nas suas paredes celulares, que não apresentam porosidade, e um perianto em geral esgotado.

## Relações filogenéticas
Estudos recentes mostram que a Herbertaceae, juntamente com as famílias Vetaformaceae, Lepicoleaceae e Mastigophoraceae, compõem um grupo monofilético e são as hepáticas de folha mais derivadas. Isso se deve ao fato deste grupo apresentar bractéolas masculinas fechando os anterídios, além também de serem isofílicos. Estudos indicam que Herbertaceae é grupo irmão de Mastigophoraceae, que foi confirmada pelo fato de possuírem muitas semelhanças morfológicas em comum, como espessamentos nodulares nas células da epiderme da cápsula, trígonos conspícuos, desenvolvimento assimétrico trifásico e orientação incubar das folhas.

## Taxonomia e Distribuição no Brasil
No Brasil são encontrados os únicos dois gêneros dessa família, com suas apenas três espécies e quatro subespécies:
- Herbertus S.F.Gray.
  - Herbertus juniperoideus (Sw.) Grolle
    - Herbertus juniperoideus acanthelius (Spruce) Feldberg & J.Heinrichs.
    - Herbertus juniperoideus bivittatus (Spruce) Feldberg & J.Heinrichs.
    - Herbertus juniperoideus  pensilis (Taylor) Feldberg & J.Heinrichs.
    - Herbertus juniperoideus juniperoideus (Sw.) Grolle

  - Herbertus sendtneri (Nees) A. Evans.

- Triandrophyllum Fulford & Hatch.
  - Triandrophyllum subtrifidum (Hook.f. & Taylor) Fulford & Hatch.

Distribuição de Triandrophyllum no Brasil e no mundo

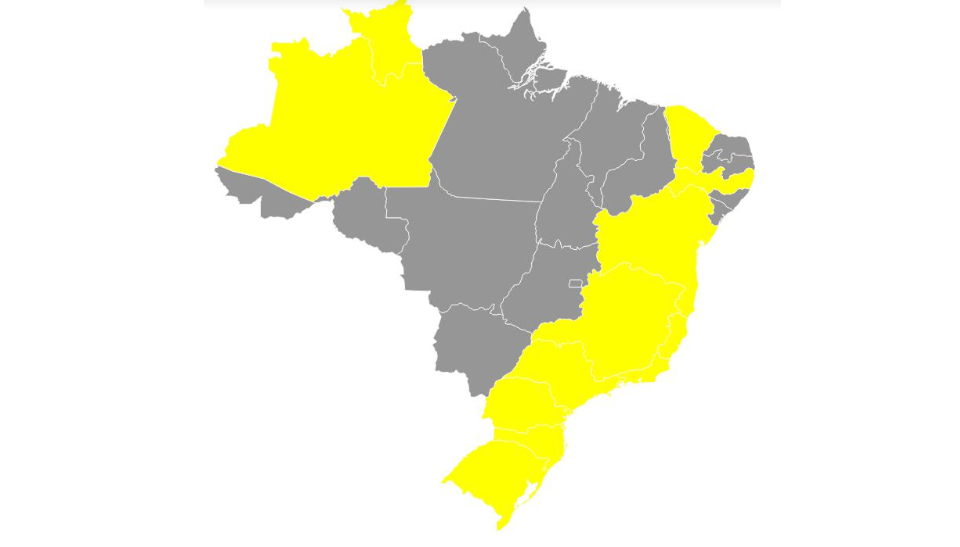
Estados brasileiros de ocorrência de membros da família Herbertaceae

Apresentam domínios fitogeográficos na Mata atlântica e Amazônia e ocorrem em diversos estados, como Amazonas, Roraima, Bahia, Ceará, Pernambuco, Espírito Santo, Minas Gerais, Rio de Janeiro, São Paulo, Paraná, Rio Grande do Sul e Santa Catarina.